# Muixeranga (música)
La Muixeranga (voz valenciana, posible deformación de la palabra moixiganga, que significa algo así como «fiesta pública de gente disfrazada» o «comparsa») es una canción tradicional de la Comunidad Valenciana, que se interpreta con tabal y dulzaina. Es típica de la fiesta de la Muixeranga de Algemesí.
En 2010, distintas entidades y medios de comunicación se hicieron eco de la denuncia presentada por el Fòrum per la Memòria del País Valencià en la cual afirmaban que el Ayuntamiento de Valencia había prohibido interpretar esta obra durante los actos por las víctimas del franquismo.